# Louis Guillaume de Cambray de Digny
Pour les articles homonymes, voir Cambray (homonymie) et Digny (homonymie).
Louis Guillaume de Cambray de Digny (Roye, 16 décembre 1723-Florence, 18 octobre 1798) est un ingénieur militaire et homme d'affaires français particulièrement actif en Toscane. Il a été l'un des promoteurs de la machine à vapeur dans ce pays.

## Biographie
Il est le cinquième enfant et le seul fils de Jacques Louis de Cambray, seigneur d'Igny. Ce dernier est receveur des Aides, conseiller du Roi, commissaire aux prisées et ventes de meubles de la ville de Roye par provision du 21 juin 1726. Il est décédé le 10 juillet 1730 âgé de 60 ans. Il est inhumé dans l'Église Saint-Pierre de Roye.
Sa mère est Anne Madeleine Gardon, fille de Guillaume Gardon, receveur général des Aides à Péronne qui est son parrain. À la mort de son mari, Anne Madeleine de Cambray d'Igny déménage à Paris avec ses enfants.
Louis Guillaume entre alors au collège des jésuites où il fait d'excellentes études. Il a des dispositions pour les sciences physiques et mathématiques. Le collège des jésuites de Paris est, à cette époque le "Collegium Ludovici Magni, Collège de Louis le Grand", qui est aujourd'hui le Lycée Louis-le-Grand.
Il passe sa vie d'adulte à Florence. Il est fort probable qu'il est le père de Louis Antoine Cambray-Digny et de Francesco Ignasio de Cambray-Digny 1749-1814 qui a eu comme fils  Luigi de Cambray Digny.
Nommé directeur des Comptes du Grand duc de Toscane, il est agrégé aux patriciats de Florence et de Pistoia et directeur général des bâtiments de Toscane. Le comte Guillaume de Cambra-Digny, né à Florence en 1820, décédé en 1906 fut sénateur du royaume d'Italie et ministre du roi Victor Emmanuel.

## Carrière professionnelle
Après ses études, Louis Guillaume de Cambray-Digny entra dans une société formée en 1741 par un conseiller de François Ierde Lorraine, (empereur du Saint-Empire), conséquemment de sa prise de possession du grand-duché de Toscane et se rendit à Florence, à 22 ans, pour entrer dans l'administration des finances du grand-duché.
Pierre-Léopold de Habsbourg-Lorraine, successeur de son père François de Lorraine comme Grand-duc de Toscane lui procure un avancement rapide dans son administration et le nomme Directeur de l'épargne à Florence.
Il conserve son poste quand Ferdinand III de Toscane succède à son père et demande à être remplacè quand il atteint un âge avancé.
En 1766, Louis Guillaume a conçu, pour l'hôtel des monnaies de Florence, un nouveau balancier destiné à frapper les grosses monnaies d'argent du grand-duché qui permettait une diminution de l'énergie nécessaire à la frappe.
Il a aussi fait construire la première machine à vapeur d'Italie dans le but d'amener les eaux de la mer dans les salines de Castiglione. Cette machine servit de modèle à celle de Chaillot
Il publie la description de sa machine à feu. Ce livre en français contenait également des détail sur d'autres machines du même type. Il est dédié à son Altesse royale Pierre-Léopold de Habsbourg-Lorraine. Il est imprimé à Parme par Philippe Carmignani en 1766.
Les œuvres de Louis Guillaume ont marqué l'astronome, Joseph Jérôme Lefrançois de Lalande lors de son voyage en Italie.
Louis Guillaume aimait aussi écrire. Il publia des articles dans des journaux florentins (Novelle litterarie et le Giornale di littertura).

## Distinction
- Membre de l'Académie des belles-lettres, sciences et arts de La Rochelle
- Membre de l'Académie des Sciences de Sienne en 1766

## Œuvres
- Description d'une machine à feu construite pour les salines de Castiglione avec des détails sur les machines de cette espèce les plus connues, & sur quelques autres machines hydrauliques : suivie d'un mémoire sur la construction des salines & sur la qualité des sels, 1766